# Trachelas pusillus
Trachelas pusillus là một loài nhện trong họ Trachelidae.
Loài này thuộc chi Trachelas. Trachelas pusillus được Roger de Lessert miêu tả năm 1923.